# Darko Božović
Darko Božović, cyr. Дарко Божовић (ur. 9 sierpnia 1978 w Titogradzie) – czarnogórski piłkarz występujący na pozycji bramkarza.